# 現行犯
現行犯（げんこうはん）とは、犯罪を行っているところ、またはその直後を現認された状況を指す概念。また、現行犯人のことを現行犯ということもある。

## 概説
日本では刑事訴訟法第212条から第217条において、現行犯逮捕に関する条文が書かれている。現に罪を行い、または現に罪を行い終った者を現行犯人という（刑事訴訟法212条1項）。現行犯ということもある。
刑事訴訟法第213条より、下段の例外に該当しておらずかつ現行犯の要件（後述）を満たしていれば、何人でも現行犯を逮捕することができる。ただし、逮捕後に強制的に警察署などに連行することは許されていない。また、逮捕後はただちに検察官や警察官等司法警察職員に引き渡さなければならない（刑事訴訟法第214条）。
なお、以下の場合には現行犯逮捕が認められていない。
1. 一定の軽微犯罪（刑事訴訟法217条。後述）[1]
2. 国会議員の院内での現行犯（院外では現行犯逮捕が可能。国会法33条参照）[1]
3. 国会議員以外の議院内での現行犯（逮捕には議長の命令を要する。衆議院規則210条、参議院規則219条）[1]

現行犯逮捕に際して逮捕状は不要である（憲法33条、令状主義の例外）。その理由は、犯罪と犯人の明白性（誤認逮捕のおそれが少ないこと）及び逮捕の必要性、緊急性（逮捕の必要性が高く逮捕の機会を逃すと被疑者を保全できるかわからなくなること）による。刑事訴訟法213条が、現行犯人は、何人でも逮捕状なくしてこれを逮捕することができるとしているのも、犯罪と犯人が明白であるからである。

### 旧刑事訴訟法との比較
現行犯を逮捕できることは旧々刑事訴訟法でも旧刑事訴訟法でも認められていた。ただし、旧刑事訴訟法での現行犯は「現ニ罪ヲ行ヒ又ハ現ニ罪ヲ行ヒ終リタル際ニ発覚シタルモノ」（旧刑事訴訟法130条1項）であり発覚の時期を要素とするもので、犯人がその場所にいる場合といない場合が別々に定められており、犯人の身分についての実体的概念であった。
戦後の刑事訴訟法212条では「現に罪を行い、又は現に罪を行い終った者」とされており犯行後時間が経過すると現行犯人性は失われる。現行犯は時間的段階についての観念で場所的観念とは直接的な関係がない。時間的な接着性は逮捕着手直前の時間を標準とする。

## 要件

### 現行犯
現行犯は「現に罪を行い、又は現に罪を行い終った者」（刑事訴訟法212条1項）であるから犯罪が特定されていることを要する。ただし、現行犯人は一般私人でも逮捕できることから（刑事訴訟法213条）、正確な擬律判断（いかなる刑罰法規の構成要件に該当するかの判断）まで求められるわけではない。
なお、逮捕の必要性は、本来は逮捕状による逮捕を可能とする要件（刑事訴訟規則143条の3参照）であるが、現行犯逮捕にもこの要件が必要であると考えるのが学説の多数である（裁判例には、必要とするものと不要とするものとがある）。

### 準現行犯
刑事訴訟法212条2項は、一定の条件に当てはまる者が罪を行い終わってから間がないと明らかに認められる場合に定める場合には現行犯人とみなすとしているが、同条1項の現行犯と区別するために準現行犯と呼ばれている。
具体的には以下の事由に該当する者が、特定の罪を行い終わってから間がないと明らかに認められる場合である。
1. 犯人として追呼されているとき。 
追呼は、犯人として追われているか犯人として呼びかけられている状態をいう[7]。目撃者の車両によって追跡する場合（昭和46年10月27日東京高等裁判所判決刑裁月報3巻10号1331頁）などのほか、後を追いかける状況になくても他の者と紛れないようにする手段をとっていればこれにあたる[8]。
2. 贓物又は明らかに犯罪の用に供したと思われる兇器その他の物を所持しているとき。 
「贓物」は財産罪で不法に領得された財物のことをいう[9]。「所持」は現に身につけて携帯しているかそれに準じる事実上の支配下にある状態をいう[9]。
3. 身体又は被服に犯罪の顕著な証跡があるとき。
4. 誰何されて逃走しようとするとき。
又、制服警察官を見て逃げ出したような場合（昭和42年9月13日最高裁決定刑集21巻7号904頁）がこれにあたる[10]。

なお、現行犯の場合と同じく「罪」は特定されていることを要する（何らかの犯罪に関係していると疑われることで足りる警察官職務執行法2条とは異なる）。

### 逮捕権者
現行犯人は、何人でも、逮捕状なくしてこれを逮捕することができる（刑事訴訟法213条）。現行犯では捜査機関以外の一般私人にも逮捕権がある。「現行犯人」には準現行犯人を含む。

## 軽微事件の現行犯逮捕
30万円（刑法 、暴力行為等処罰に関する法律及び経済関係罰則の整備に関する法律の罪以外の罪については、当分の間、2万円）以下の罰金、拘留又は科料に当たる罪の現行犯については、犯人の住居若しくは氏名が明らかでない場合又は犯人が逃亡するおそれがある場合に限り、現行犯逮捕（準現行犯逮捕）の規定が適用される（刑事訴訟法217条）。現行犯であっても軽微な事件について無条件に逮捕を認めることは人権尊重の趣旨から言って適当ではないとの趣旨による。

### 軽微事件の意義
刑事訴訟法217条の軽微事件とは「30万円（刑法、暴力行為等処罰に関する法律及び経済関係罰則の整備に関する法律の罪以外の罪については、当分の間、2万円）以下の罰金、拘留又は科料に当たる罪」に関する事件である。
以下に例を挙げる。
- 刑法で法定刑が30万円以下の罰金、拘留又は科料に当たる罪
  - 騒乱罪における付和随行の罪（刑法106条3号）
  - 首謀者以外の多衆不解散罪（刑法107条）
  - 過失建造物等浸害罪（刑法122条）
  - 業務従事者以外の過失往来危険罪（刑法129条1項）
  - 10万円以下の偽貨収得後知情行使罪（刑法152条）
  - 発売・取次ぎ以外の富くじ授受罪（刑法187条3項）
  - 変死者密葬罪（刑法192条）
  - 過失致傷罪（刑法209条1項）
- 暴力行為等処罰に関する法律で法定刑が30万円以下の罰金、拘留又は科料に当たる罪（現在該当なし）
- 経済関係罰則の整備に関する法律で法定刑が30万円以下の罰金、拘留又は科料に当たる罪（現在該当なし）
- これら以外の法律で法定刑が2万円以下の罰金、拘留又は科料に当たる罪
  - 軽犯罪法違反（拘留は罰金以下の罪である）
  - その他の相当程度に軽微な罪、例として道路交通法違反のうち、信号無視をした歩行者、車両の右左折方法違反、初心運転者標識等の表示義務違反、警音器使用制限義務違反など。

### 軽微事件の現行犯逮捕の要件
軽微事件の現行犯逮捕の場合には以下の場合に限って許されている（刑事訴訟法217条）。
- 犯人の住居若しくは氏名が明らかでない場合
軽微事件の場合、被疑者が黙秘していても逮捕者が氏名と住居の双方を知っているときは現行犯逮捕できない[14]。
- 被疑者等が逃亡し又は逃亡すると疑うに足りる相当な理由があるとき

## 日本以外での刑事手続き

### アメリカ
アメリカでも講学上または一般用語として現行犯逮捕が用いられることもあるが、一般にはarrest with warrant（令状逮捕）とarrest without warrant（無令状逮捕）という区別で議論されることのほうが多いとされる。
そもそもアメリカの刑事手続では重罪（felony）とされる犯罪については広い範囲で無令状逮捕（arrest without warrant）が認められており、例えば強盗事件では相当の理由（probable cause）があれば事件から1週間を経過していても無令状で逮捕できる。しかし、アメリカの刑事手続では逮捕後24時間以内（州によっては最大72時間以内）に捜査を終了させ身柄を裁判所に引き渡す必要がある。
アメリカの刑事手続では逮捕に関しては比較的緩やかな基準で許容される一方、逮捕後には直ちに裁判所が関与してその正当性が審査されている。
いずれの場合も、ミランダ警告を行なうことは必須であり、欠けると不当逮捕で釈放させられる。

### 中国・台湾
中国では、中華人民共和国刑事訴訟法第82条第1項において現行犯の扱いが定められている。それにより、全ての人は現行犯人を捕らえて警察などに引き渡すことができる。
台湾では、中華民国刑事訴訟法第88条から第92条にかけて現行犯の扱いが定められている。まず第88条において、一定の条件を満たした場合には現行犯逮捕が可能である旨が記されている。第88条ではその逮捕主体は検察官や警察官などに限定されているが、第92条において犯罪捜査の権限がない者による逮捕も可能としている。

### イタリア
イタリアの現行犯逮捕には一定の重大犯罪に対する必要的現行犯逮捕とそれ以外の場合の犯罪に対する任意的現行犯逮捕がある。
被疑者が現行犯逮捕された場合、予備捜査を事実上省略して、予備審理を経ずに直ちに公判を行うことが相当と認めるときに逮捕から48時間以内に裁判官の面前に出頭させ直ちに公判審理に移行する直行公判の手続の対象となる。